# Municipio de Carter (Indiana)
El municipio de Carter (en inglés: Carter Township) es un municipio ubicado en el condado de Spencer en el estado estadounidense de Indiana. En el año 2010 tenía una población de 3258 habitantes y una densidad poblacional de 34,85 personas por km².

## Geografía
El municipio de Carter se encuentra ubicado en las coordenadas 38°9′48″N 86°57′52″O / 38.16333, -86.96444. Según la Oficina del Censo de los Estados Unidos, el municipio tiene una superficie total de 93.48 km², de la cual 92,82 km² corresponden a tierra firme y (0,71 %) 0,67 km² es agua.

## Demografía
Según el censo de 2010, había 3258 personas residiendo en el municipio de Carter. La densidad de población era de 34,85 hab./km². De los 3258 habitantes, el municipio de Carter estaba compuesto por el 91,19 % blancos, el 0,21 % eran afroamericanos, el 0,06 % eran amerindios, el 0,49 % eran asiáticos, el 7,06 % eran de otras razas y el 0,98 % eran de una mezcla de razas. Del total de la población el 10,25 % eran hispanos o latinos de cualquier raza.